# Shizuoka International Athletics Meet 2022
Das Shizuoka International Athletics Meet 2022 war eine Leichtathletik-Veranstaltung die am 3. Mai 2022 im Shizuoka-Ecopa-Stadion in Fukuroi in der Präfektur Shizuoka stattfand. Es war Teil der World Athletics Continental Tour und zählt zu den Bronze-Meetings.

## Resultate

### Männer

#### 200 m
| Platz | Athlet           | Land | Zeit (s) |
| ----- | ---------------- | ---- | -------- |
| 1     | Shōta Iizuka     | JPN  | 20,34    |
| 2     | Wataru Inuzuka   | JPN  | 20,41    |
| 3     | Koki Ueyama      | JPN  | 20,46    |
| 4     | Yūki Koike       | JPN  | 20,46    |
| 5     | Yoshihiro Someya | JPN  | 20,48    |
| 6     | Reona Miura      | JPN  | 20,64    |
| 7     | Kotaro Ito       | JPN  | 20,66    |
| 8     | Ryōta Suzuki     | JPN  | 20,85    |

Wind: −0,4 m/s

#### 400 m
| Platz | Athlet               | Land | Zeit (s) |
| ----- | -------------------- | ---- | -------- |
| 1     | Kaitō Kawabata       | JPN  | 46,01    |
| 2     | Yuki Joseph Nakajima | JPN  | 46,13    |
| 3     | Ryuki Iwasaki        | JPN  | 46,38    |
| 4     | Keisuke Inagawa      | JPN  | 46,99    |
| 5     | Shunta Fujiyoshi     | JPN  | 47,22    |
| 6     | Takuho Yoshizu       | JPN  | 47,26    |
| 7     | Kohei Itahana        | JPN  | 47,31    |
| 8     | Keito Sato           | JPN  | 47,33    |

Beste acht aus drei Zeitläufen

#### 800 m
| Platz | Athlet           | Land | Zeit (min) |
| ----- | ---------------- | ---- | ---------- |
| 1     | Brad Mathas      | NZL  | 1:46,10    |
| 2     | Kentarō Usuda    | JPN  | 1:46,17    |
| 3     | Yugo Shikata     | JPN  | 1:46,49    |
| 4     | Daiki Nemoto     | JPN  | 1:46,73    |
| 5     | Takumi Murashima | JPN  | 1:47,43    |
| 6     | Mikuto Kaneko    | JPN  | 1:47,70    |
| 7     | Yutarou Iihama   | JPN  | 1:48,00    |
| 8     | So Takahashi     | JPN  | 1:48,46    |

Beste acht aus drei Zeitläufen

#### 400 m Hürden
| Platz | Athlet             | Land | Zeit (s) |
| ----- | ------------------ | ---- | -------- |
| 1     | Peng Ming-yang     | TPE  | 49,39    |
| 2     | Masaki Toyoda      | JPN  | 49,49    |
| 3     | Takayuki Kishimoto | JPN  | 49,65    |
| 4     | Tatsuhiro Yamamoto | JPN  | 49,91    |
| 5     | Yūki Matsushita    | JPN  | 49,97    |
| 6     | Hidehiko Tokimoto  | JPN  | 50,35    |
| 7     | Ryo Kajiki         | JPN  | 50,45    |
| 8     | Ryo Yamamoto       | JPN  | 50,48    |

Besten acht aus drei Zeitläufen

#### Hochsprung
| Platz | Athlet            | Land | Höhe (m) |
| ----- | ----------------- | ---- | -------- |
| 1     | Tomohiro Shinno   | JPN  | 2,27     |
| 2     | Ryōichi Akamatsu  | JPN  | 2,24     |
| 3     | Sou Shibuya       | JPN  | 2,20     |
| 4     | Yuto Seko         | JPN  | 2,20     |
| 4     | Brandon Starc     | AUS  | 2,20     |
| 6     | Naoto Hasegawa    | JPN  | 2,20     |
| 6     | Ryō Satō          | JPN  | 2,15     |
| 8     | Naoto Tobe        | JPN  | 2,15     |
| 9     | Syo Katsuda       | JPN  | 2,10     |
| 10    | Hsiang Chun-hsien | JPN  | 2,05     |
| 11    | Haruki Horii      | JPN  | 2,05     |

#### Stabhochsprung
| Platz | Athlet           | Land | Höhe (m) |
| ----- | ---------------- | ---- | -------- |
| 1     | Masaki Ejima     | JPN  | 5,40     |
| 2     | Takuma Ishikawa  | JPN  | 5,40     |
| 3     | Shingo Sawa      | JPN  | 5,30     |
| 4     | Koki Kuruma      | JPN  | 5,30     |
| 5     | Tishi Yamasaki   | JPN  | 5,10     |
| 6     | Kazuya Ishibashi | JPN  | NMH      |
| 6     | Seito Yamamoto   | JPN  | NMH      |
| 6     | Kosei Takekawa   | JPN  | NMH      |

#### Diskuswurf
| Platz | Athletin          | Land | Weite (m) |
| ----- | ----------------- | ---- | --------- |
| 1     | Yūji Tsutsumi     | JPN  | 58,20     |
| 2     | Masateru Yugami   | JPN  | 56,72     |
| 3     | Shinichi Yukinaga | JPN  | 53,82     |
| 4     | Kazumasa Yomogida | JPN  | 53,09     |
| 5     | Ryoga Tobikawa    | JPN  | 52,96     |
| 6     | Kosei Yamashita   | JPN  | 52,26     |
| 7     | Shigeyuki Maisawa | JPN  | 51,26     |
| 8     | Koshiro Fujiwara  | JPN  | 48,62     |

### Frauen

#### 200 m
| Platz | Athlet          | Land | Zeit (s) |
| ----- | --------------- | ---- | -------- |
| 1     | Jacinta Beecher | AUS  | 22,70 PB |
| 2     | Ami Saito       | JPN  | 23,54    |
| 3     | Hanae Aoyama    | JPN  | 23,60    |
| 4     | Aiko Iki        | JPN  | 23,62    |
| 5     | Arisa Kimishima | JPN  | 23,66    |
| 6     | Jennifer Saita  | JPN  | 23,67    |
| 7     | Remi Tsuruta    | JPN  | 23,76    |
| 8     | Aiha Yamagata   | JPN  | 23,97    |

Wind: −0,2 m/s

#### 400 m
| Platz | Athlet           | Land | Zeit (s) |
| ----- | ---------------- | ---- | -------- |
| 1     | Nanako Matsumoto | JPN  | 53,49    |
| 2     | Jessica Thornton | AUS  | 54,02    |
| 3     | Haruna Kuboyama  | JPN  | 54,07    |
| 4     | Yuna Iwata       | JPN  | 54,40    |
| 5     | Keiko Iida       | JPN  | 54,63    |
| 6     | Kina Matsuo      | JPN  | 55,28    |
| 7     | Rin Aoki         | JPN  | 55,58    |
| 8     | Saki Takashima   | JPN  | 55,81    |

Besten acht aus zwei Zeitläufen

#### 800 m
| Platz | Athlet           | Land | Zeit (min) |
| ----- | ---------------- | ---- | ---------- |
| 1     | Nozomi Tanaka    | JPN  | 2:03,10    |
| 2     | Ayano Shiomi     | JPN  | 2:04,76    |
| 3     | Ayaka Kawata     | JPN  | 2:05,37    |
| 4     | Yume Goto        | JPN  | 2:05,51    |
| 5     | Hikaru Yamaguchi | JPN  | 2:05,81    |
| 6     | Mahiro Hasegawa  | JPN  | 2:08,20    |
| 7     | Rina Aoyama      | JPN  | 2:08,48    |
| 8     | Fumino Shimohata | JPN  | 2:08,81    |

Besten acht aus drei Zeitläufen

#### 400 m Hürden
| Platz | Athletin        | Land | Zeit (s) |
| ----- | --------------- | ---- | -------- |
| 1     | Kaila Barber    | AUS  | 56,55    |
| 2     | Eri Utsunomiya  | JPN  | 57,43    |
| 3     | Satsuki Umehara | JPN  | 57,61    |
| 4     | Ami Yamamoto    | JPN  | 57,98    |
| 5     | Karen Yokota    | JPN  | 58,37    |
| 6     | Honoka Aoki     | JPN  | 58,56    |
| 7     | Ayesha Ibrahim  | JPN  | 58,80    |
| 8     | Rui Tsugawa     | JPN  | 59,00    |

Besten acht aus zwei Finalläufen

#### Dreisprung
| Platz | Athletin        | Land | Weite (m) |
| ----- | --------------- | ---- | --------- |
| 1     | Mariko Morimoto | JPN  | 13,55     |
| 2     | Maoko Takashima | JPN  | 13,48     |
| 3     | Akari Funada    | JPN  | 13,18     |
| 4     | Eri Sakamoto    | JPN  | 12,94     |
| 5     | Saki Kemmochi   | JPN  | 12,78     |
| 6     | Sayaka Asano    | JPN  | 12,61     |
| 7     | Sakura Uchiyama | JPN  | 12,60     |
| 8     | Sayaka Nakamura | JPN  | 12,52     |
| 9     | Moeno Saito     | JPN  | 12,20     |
| 10    | Sakura Miyahata | JPN  | 12,18     |
| 11    | Toko Yamashita  | JPN  | 12,08     |

#### Diskuswurf
| Platz | Athletin         | Land | Weite (m) |
| ----- | ---------------- | ---- | --------- |
| 1     | Nanaka Kori      | JPN  | 57,87     |
| 2     | Maki Saitō       | JPN  | 54,21     |
| 3     | Minori Tsujikawa | JPN  | 50,89     |
| 4     | Honoka Shiroma   | JPN  | 49,83     |
| 5     | Mika Yamamoto    | JPN  | 48,97     |
| 6     | Haruka Osako     | JPN  | 48,61     |
| 7     | Mizuki Handa     | JPN  | 47,46     |
| 8     | Yukiho Arano     | JPN  | 46,89     |
| 9     | Mei Adachi       | JPN  | 44,45     |
| 10    | Eriko Nakata     | JPN  | 43,57     |
| 11    | Natsumi Fujimori | JPN  | 42,23     |
|       | Mai Shimizu      | JPN  | NM        |